# Misamis Occidental

Misamis Occidentals läge i Filippinerna

Misamis Occidental är en provins på ön Mindanao i Filippinerna. Den ligger i regionen Norra Mindanao och har 539 800 invånare (2006) på en yta av 1 939 km². Administrativ huvudort är Oroquieta City.
Provinsen är indelad i 14 kommuner och 3 städer. Större städer är Oroquieta City, Ozamis City och Tangub City.